# Conus armoricus
Espèce
Conus armoricus est une espèce fossile de mollusques gastéropodes marins de la famille des Conidae.

## Distribution
Cette espèce provient d'environnements marins datant du Miocène de la Nouvelle-Zélande.

## Taxonomie

### Publication originale
L'espèce Conus armoricus a été décrite pour la première fois en 1917 par le zoologiste, naturaliste, paléontologue et malacologiste allemand néo-zélandais Henry Suter (d) (1841-1918).

## Identifiants taxonomiques
- Ressources relatives au vivant :   - Global Biodiversity Information Facility
  - World Register of Marine Species

Chaque taxon catalogué par les bases de données biologiques et taxonomiques possède un identifiant qui permet d'établir un point de référence. Les identifiants de Conus armoricus dans les principales bases sont les suivants :
CoL : XWXG - GBIF : 8394560 -